# Filmographie de Tom et Jerry

Cet article recense la liste complète des 164 courts métrages de la série américaine Tom et Jerry.

## ÈreHanna-Barbera/MGM(1940-58)
Les 114 courts métrages suivants ont été réalisés par William Hanna et Joseph Barbera au studio d'animation de la Metro-Goldwyn-Mayer à Hollywood, en Californie. Tous ces courts métrages sont sortis au cinéma en étant distribués par la Metro-Goldwyn-Mayer. Rudolf Ising était le producteur de Faites chauffer la colle ! ; les courts métrages ultérieurs ont été produits par Fred Quimby jusqu'en. Quimby a pris sa retraite en 1955 et de 1956 à 1958, Hanna et Barbera ont produit les courts métrages jusqu'à ce que la MGM ferme le studio d'animation en 1957, et le dernier dessin animé est sorti en 1958. La plupart de ces dessins animés ont été produits dans le format académique (1,37: 1). Quatre dessins animés ont été produits dans les deux formats académique et CinemaScope (2.55: 1, plus tard, 2,35: 1). Enfin, 19 dessins animés ont été produits en format CinemaScope écran large seulement.
Comme d'autres studios, MGM a réédité et édité ses cartoons quand ils sont ressortis en salles. Certains épisodes sont peu rediffusés voire même plus rediffusés de nos jours à cause du contenu (racisme,suicide). Beaucoup de dessins animés de pré-1951 ont été réédités avec la Perspecta Sound, qui a été introduite en 1954. MGM a également réédité ses cartoons avant l'introduction de Perspecta Sound. En raison de l'incendie de la réserve de la MGM, des éléments originaux de certains films de pré-1951 des cartoons MGM sont aujourd'hui perdus, ne laissant que les gravures de sauvegarde toujours en existence.
Légende :

 : Désigne un cartoon ressorti quelques années après sa sortie initiale

### 1940
| # | Titre                      | Titre original     | Date  | Produit par  | Notes |
| - | -------------------------- | ------------------ | ----- | ------------ | --- |
| 1 | Faites chauffer la colle ! | Puss Gets the Boot | 10/02 | Rudolf Ising | Première apparition de Tom, Jerry et Mammy Two Shoes. Premier cartoon de la série à être nommée aux Oscars. |

### 1941
| # | Titre                    | Titre original             | Date  | Produit par | Notes |
| - | ------------------------ | -------------------------- | ----- | ----------- | --- |
| 2 | Le Pique-nique de minuit | The Midnight Snack         | 19/07 | Fred Quimby | Premier cartoon où Tom et Jerry sont nommés ainsi et que Fred Quimby produit (jusqu'à Jerry et Tonton où les cartoons suivants seront produits par William Hanna et Joseph Barbera). |
| 3 | La Veillée de Noël       | The Night Before Christmas | 06/12 | Fred Quimby | Nommé aux Oscars. |

### 1942
| # | Titre                            | Titre original        | Date  | Notes                                                                   |
| - | -------------------------------- | --------------------- | ----- | ----------------------------------------------------------------------- |
| 4 | Il y a un fantôme dans la farine | Fraidy Cat            | 17/01 |                                                                         |
| 5 | Une vie de chien                 | Dog Trouble           | 18/04 | Première apparition de Spike. Première fois que Tom et Jerry s'allient. |
| 6 | Les Surprises de l'amour         | Puss n' Toots         | 30/05 |                                                                         |
| 7 | Le Champion du bowling           | The Bowling Alley-Cat | 18/07 |                                                                         |
| 8 | Jerry travesti                   | Fine Feathered Friend | 10/10 |                                                                         |

### 1943
| #  | Titre                       | Titre original          | Date  | Notes                                                                                          |
| -- | --------------------------- | ----------------------- | ----- | ---------------------------------------------------------------------------------------------- |
| 9  | Jerry espiègle              | Sufferin' Cats          | 16/01 | Première apparition de Meathead.                                                               |
| 10 | Jerry et l'Ennemi bien-aimé | The Lonesome Mouse      | 22/05 | Première fois que Tom et Jerry parlent. Premier cartoon avec le thème musical de Tom et Jerry. |
| 11 | La souris part en guerre    | The Yankee Doodle Mouse | 26/06 | Premier cartoon à gagner un Oscar du meilleur court métrage d'animation.                       |
| 12 | Bébé Tom et les Copains     | Baby Puss               | 25/12 | Première apparition de Butch et Topsy.                                                         |

### 1944
| #  | Titre                        | Titre original         | Date  | Notes                                                     |
| -- | ---------------------------- | ---------------------- | ----- | --------------------------------------------------------- |
| 13 | L'habit fait le moine        | The Zoot Cat           | 26/02 |                                                           |
| 14 | Tom millionnaire             | The Million Dollar Cat | 06/05 | Premier cartoon où Tom gagne à la fin.                    |
| 15 | Jerry garde du corps         | The Bodyguard          | 22/07 |                                                           |
| 16 | Jerry ne perd pas la tête    | Puttin' on the Dog     | 28/10 |                                                           |
| 17 | Jerry ne se laisse pas faire | Mouse Trouble          | 23/11 | Gagnant d'un Oscar du meilleur court-métrage d'animation. |

### 1945
| #  | Titre                      | Titre original            | Date  | Notes                                                     |
| -- | -------------------------- | ------------------------- | ----- | --------------------------------------------------------- |
| 18 | La souris vient dîner      | The Mouse Comes to Dinner | 05/05 |                                                           |
| 19 | Une souris à Manhattan     | Mouse in Manhattan        | 07/07 |                                                           |
| 20 | Tom et Jerry golfeurs      | Tee for Two               | 21/07 |                                                           |
| 21 | Tom et Jerry et le Corbeau | Flirty Birdy              | 22/09 |                                                           |
| 22 | Une tarte pour Tom         | Quiet Please!             | 22/12 | Gagnant d'un Oscar du meilleur court métrage d'animation. |

### 1946
| #  | Titre | Titre original        | Date  | Notes                                 |
| -- | --- | --------------------- | ----- | ------------------------------------- |
| 23 | Tom et l'Appel du Printemps Une amitié à toute épreuve sur le DVD N° 2 de la collection 12 DVDs (Erreur du titre français sur le DVD ?) | Springtime for Thomas | 30/03 | Première apparition de Toodles Galore |
| 24 | La Bouteille de lait | The Milky Waif        | 18/05 | Première apparition de Tuffy.         |
| 25 | Jerry en danger | Trap Happy            | 29/06 |                                       |
| 26 | Amour, amour | Solid Serenade        | 31/08 |                                       |

### 1947
| #  | Titre                    | Titre original          | Date  | Notes                                                     |
| -- | ------------------------ | ----------------------- | ----- | --------------------------------------------------------- |
| 27 | Tom et Jerry à la pêche  | Cat Fishin'             | 22/02 |                                                           |
| 28 | L'Ivresse de l'Amitié    | Part Time Pal           | 15/03 |                                                           |
| 29 | Tom et Jerry au piano    | The Cat Concerto        | 26/04 | Gagnant d'un Oscar du meilleur court métrage d'animation. |
| 30 | Dr Jekyll et Mr Souris   | Dr Jekyll and Mr. Mouse | 14/06 | Nommé aux Oscars.                                         |
| 31 | Tom et Jerry et le Crabe | Salt Water Tabby        | 12/07 |                                                           |
| 32 | Le Triomphe de Jerry     | A Mouse in the House    | 30/08 |                                                           |
| 33 | Jerry s'escamote         | The Invisible Mouse     | 27/09 |                                                           |

### 1948
| #  | Titre                          | Titre original        | Date  | Notes                                                                     |
| -- | ------------------------------ | --------------------- | ----- | ------------------------------------------------------------------------- |
| 34 | Jerry trouve un allié          | Kitty Foiled          | 01/06 |                                                                           |
| 35 | Un armistice plutôt mouvementé | The Truce Hurts       | 17/07 |                                                                           |
| 36 | Tom et Dynamite                | Old Rockin' Chair Tom | 18/09 | Première apparition de Lighning.                                          |
| 37 | Tom fait la classe             | Professor Tom         | 30/10 |                                                                           |
| 38 | Tom et Jerry font le ménage    | Mouse Cleaning        | 11/12 | Rarement vu à cause du contenu politiquement incorrect avec Tom Casanova. |

### 1949
| #  | Titre                            | Titre original           | Date  | Notes                                                     |
| -- | -------------------------------- | ------------------------ | ----- | --------------------------------------------------------- |
| 39 | Tom a la rougeole                | Polka-Dot Puss           | 26/02 |                                                           |
| 40 | Le Petit Orphelin                | The Little Orphan        | 30/04 | Gagnant d'un Oscar du meilleur court métrage d'animation. |
| 41 | Partie de déjeuner               | Hatch Up Your Troubles   | 14/05 | Nommé aux Oscars.                                         |
| 42 | Tom au paradis                   | Heavenly Puss            | 09/06 |                                                           |
| 43 | Tom et Jerry et la Souris de mer | The Cat and the Mermouse | 03/09 |                                                           |
| 44 | Le Bon Babysitter                | Love That Pup            | 01/10 | Première apparition de Tyke.                              |
| 45 | Le Journal de Jerry              | Jerry's Diary            | 22/10 |                                                           |
| 46 | Tom et Jerry champions de tennis | Tennis Chumps            | 10/12 |                                                           |

### 1950
| #  | Titre                             | Titre original                      | Date  | Notes                                              |
| -- | --------------------------------- | ----------------------------------- | ----- | -------------------------------------------------- |
| 47 | Le Caneton kidnappé               | Little Quacker                      | 07/01 | Première apparition de Petit Couin-Couin.          |
| 48 | Surprise partie chez Tom et Jerry | Saturday Evening Puss               | 14/01 | Seule fois que la tête de Mammy Two Shoes est vue. |
| 49 | Tom et Jerry au Texas             | Texas Tom                           | 11/03 |                                                    |
| 50 | Jerry et le Lion                  | Jerry and the Lion                  | 08/04 |                                                    |
| 51 | Tom et Jerry au feu d'artifice    | Safety Second                       | 01/06 |                                                    |
| 52 | Tom et Jerry à l'Hollywood Bowl   | Tom and Jerry in the Hollywood Bowl | 16/09 |                                                    |
| 53 | Tom, recéleur malgré lui          | The Framed Cat                      | 21/10 |                                                    |
| 54 | Tom et Jerry au billard           | Cue Ball Cat                        | 25/11 |                                                    |

### 1951
| #  | Titre                       | Titre original         | Date  | Notes                                                                                    |
| -- | --------------------------- | ---------------------- | ----- | ---------------------------------------------------------------------------------------- |
| 55 | Tom Casanova                | Casanova Cat           | 06/01 | Rarement vu à cause du contenu politiquement incorrect avec Tom et Jerry font le ménage. |
| 56 | Jerry et le poisson rouge   | Jerry and the Goldfish | 03/03 | Première apparition du poisson rouge.                                                    |
| 57 | Le Cousin de Jerry          | Jerry's Cousin         | 07/04 | Nommé aux Oscars. Première apparition de Muscles.                                        |
| 58 | Tom fait la noce            | Sleepy-Time Tom        | 26/05 |                                                                                          |
| 59 | Tom Robinson                | His Mouse Friday       | 07/06 | Rarement diffusé à la télévision en raison de stéréotypes raciaux.                       |
| 60 | Tom et Jerry et le loupiot  | Slicked-up Pup         | 08/09 |                                                                                          |
| 61 | Tom perd la tête            | Nit-Witty Kitty        | 06/10 |                                                                                          |
| 62 | Tom et Jerry font la sieste | Cat Napping            | 08/12 | Première apparition des fourmis.                                                         |

### 1952
| #  | Titre                           | Titre original       | Date  | Notes                                                     |
| -- | ------------------------------- | -------------------- | ----- | --------------------------------------------------------- |
| 63 | Tom aviateur                    | The Flying Cat       | 12/01 |                                                           |
| 64 | Le Caneton obstiné              | The Duck Doctor      | 16/02 |                                                           |
| 65 | Les Deux Mousquetaires          | The Two Mouseketeers | 15/03 | Gagnant d'un Oscar du meilleur court métrage d'animation. |
| 66 | Tom est amoureux                | Smitten Kitten       | 12/04 |                                                           |
| 67 | Trois petites pestes            | Triplet Trouble      | 19/04 |                                                           |
| 68 | Tom et Jerry et le petit phoque | Little Runaway       | 14/06 |                                                           |
| 69 | Jerry et le Petit Samaritain    | Fit to be Tied       | 26/07 |                                                           |
| 70 | Tom et le robot                 | Push-Button Kitty    | 06/09 |                                                           |
| 71 | Tom et Jerry en croisière       | Cruise Cat           | 18/10 |                                                           |
| 72 | Maison de chien                 | The Dog House        | 29/11 |                                                           |

### 1953
| #  | Titre                          | Titre original     | Date  | Notes                                                                                 |
| -- | ------------------------------ | ------------------ | ----- | ------------------------------------------------------------------------------------- |
| 73 | La Souris blanche              | The Missing Mouse  | 10/01 |                                                                                       |
| 74 | Jerry et Jumbo                 | Jerry and Jumbo    | 21/02 |                                                                                       |
| 75 | Jerry danse la valse de Vienne | Johann Mouse       | 21/03 | Dernier cartoon Tom et Jerry à gagner un Oscar du meilleur court métrage d'animation. |
| 76 | Bravo, loupiot !               | That's my Pup!     | 25/04 |                                                                                       |
| 77 | Le Caneton à la nage           | Just Ducky         | 05/09 |                                                                                       |
| 78 | Les Deux Petits Indiens        | Two Little Indians | 17/10 |                                                                                       |
| 79 | Mon ami Tom                    | Life with Tom      | 21/11 |                                                                                       |

### 1954
| #  | Titre                       | Titre original       | Date  | Notes |
| -- | --------------------------- | -------------------- | ----- | --- |
| 80 | Jerry et le Petit Chien     | Puppy Tale           | 23/01 | |
| 81 | Tom ne manque pas d'estomac | Posse Cat            | 30/01 | |
| 82 | OK loupiot                  | Hic-cup Pup          | 17/04 | |
| 83 | Jerry à l'école des souris  | Little School Mouse  | 29/05 | |
| 84 | Tom, Jerry et l'imposteur   | Baby Butch           | 14/08 | |
| 85 | Tom et Jerry sur la glace   | Mice Follies         | 04/09 | |
| 86 | Tom et Jerry à Naples       | Neapolitan Mouse     | 02/10 | |
| 87 | Le Caneton pessimiste       | Downhearted Duckling | 13/11 | |
| 88 | La Guerre des Trois         | Pet Peeve            | 20/11 | Produit simultanément en format standard Académie (1,37: 1) et en CinemaScope écran large (2,55: 1).                                                                            |
| 89 | Touché !                    | Touché, Pussy Cat!   | 18/12 | Produit simultanément en format Académie standard et en CinemaScope écran large. Dernier cartoon Tom et Jerry à être nommé pour un Oscar du meilleur court métrage d'animation. |

### 1955
| #  | Titre                       | Titre original      | Date  | Notes |
| -- | --------------------------- | ------------------- | ----- | --- |
| 90 | Le Caneton migrateur        | Southbound Duckling | 12/03 | Produit simultanément en format Académie standard et en CinemaScope écran large. |
| 91 | Tom et Jerry en pique-nique | Pup on a Picnic     | 30/04 | Produit simultanément en format Académie standard et en CinemaScope écran large. |
| 92 | Souris à vendre             | Mouse for Sale      | 21/05 | |
| 93 | Une sorcière pour Jerry     | Designs on Jerry    | 02/09 | |
| 94 | Le galant mousquetaire      | Tom and Chérie      | 09/09 | Troisième cartoon de la sous-série Mousquetaires. Produit en CinemaScope. |
| 95 | Tom fait du cinéma          | Smarty Cat          | 14/10 | Produit en CinemaScope. |
| 96 | Jerry et Tonton             | Pecos Pest          | 11/11 | Dernier cartoon Tom et Jerry publié dans le format standard 4:3. Tous les cartoons Hanna-Barbera ultérieurs seront produits en CinemaScope. Dernier cartoon produit par Fred Quimby. |
| 97 | C'est ma maman              | That's my Mommy     | 19/11 | Produit en CinemaScope. Premier cartoon Tom et Jerry avec William Hanna et Joseph Barbera en tant que producteurs et réalisateurs. Nommé pour un Annie Award.                        |

### 1956
| #   | Titre                      | Titre original       | Date  | Notes |
| --- | -------------------------- | -------------------- | ----- | --- |
| 98  | Tom et la Sorcière volante | The Flying Sorceress | 27/02 | Produit en CinemaScope.                                                                                              |
| 99  | Jerry et l'Œuf             | The Egg and Jerry    | 23/04 | Remake en CinemaScope de Partie de déjeuner                                                                          |
| 100 | Une soirée agitée          | Busy Buddies         | 04/05 | Rarement en version française. Produit en CinemaScope.                                                               |
| 101 | Tom et Jerry en vacances   | Muscle Beach Tom     | 07/09 | Nommé pour un Annie Award. Produit en CinemaScope.                                                                   |
| 102 | Tom et Jerry dansent       | Down Beat Bear       | 21/10 | Produit en CinemaScope.                                                                                              |
| 103 | Adieu aux vamps            | Blue Cat Blues       | 16/11 | Produit en CinemaScope.                                                                                              |
| 104 | Pique-nique surprise       | Barbecue Brawl       | 14/12 | Un nouvel écran-titre Tom et Jerry a fait ses débuts dans ce cartoon. Produit en CinemaScope et en Perspecta Steréo. |

### 1957
| #   | Titre                    | Titre original     | Date  | Notes                                                                                               |
| --- | ------------------------ | ------------------ | ----- | --------------------------------------------------------------------------------------------------- |
| 105 | Un père protecteur       | Tops with Pops     | 22/02 | Remake en CinemaScope de Le Bon babysitter.                                                         |
| 106 | Jerry et le matou timide | Timid Tabby        | 19/04 | Dernier cartoon publié avant que le studio d'animation MGM original ne disparaisse. En CinemaScope. |
| 107 | Un neveu affamé          | Feedin' the Kiddie | 07/06 | Remake en CinemaScope du Petit Orphelin.                                                            |
| 108 | Drôle de corrida         | Mucho Mouse        | 09/09 | Tom et Dynamite parlent espagnol. En CinemaScope.                                                   |
| 109 | Le Morceau de poulet     | Tom's Photo Finish | 01/11 | Dernière fois que Spike parle dans un court métrage. En CinemaScope.                                |

### 1958
| #   | Titre                                        | Titre original     | Date  | Notes |
| --- | -------------------------------------------- | ------------------ | ----- | --- |
| 110 | Un petit canard bien encombrant              | Happy-Go-Ducky     | 03/02 | Produit en CinemaScope et en Perspecta Stéréo. |
| 111 | Tom et Jerry au service de Sa Majesté le Roi | Royal Cat Nap      | 07/03 | Produit en CinemaScope et en Perspecta Stéréo. |
| 112 | Le Caneton invisible                         | The Vanishing Duck | 02/05 | Produit en CinemaScope et en Perspecta Stéréo. |
| 113 | Tom et Jerry Robin des Bois                  | Robin Hoodwinked   | 06/06 | Produit en CinemaScope et en Perspecta Stéréo. |
| 114 | Bébé en vadrouille                           | Tot Watchers       | 01/08 | Dernier cartoon produit avant que le studio d'animation MGM original ne disparaisse en 1957. Dernière apparition de Joan, Jeannie et du bébé de George et Joan. Dernier cartoon produit et réalisé par William Hanna. Produit en CinemaScope et en Perspecta Stéréo. |

## ÈreGene Deitch/Rembrandt Films(1961-62)
Les treize dessins animés suivants ont été réalisés par Gene Deitch, produits par William L. Snyder, et animés au studio Rembrandt Films de Snyder à Prague, en Tchécoslovaquie (aujourd'hui la République tchèque). Tous ces cartoons ont été distribués au cinéma par la Metro-Goldwyn-Mayer.

### 1961
| #   | Titre                  | Tire original        | Date  | Notes                                                                                  |
| --- | ---------------------- | -------------------- | ----- | -------------------------------------------------------------------------------------- |
| 115 | À ton chat à ton chien | Switchin' Kitten     | 07/09 | Premier cartoon Tom et Jerry réalisé par Gene Deitch. Dernière apparition de Dynamite. |
| 116 | Pêcheurs sachez pêcher | Down and Outing      | 26/10 | Première apparition de Clint Clobber.                                                  |
| 117 | Tom et Jerry en Grèce  | It's Greek to Me-ow! | 07/12 |                                                                                        |

### 1962
| #   | Titre                              | Titre original                | Date  | Notes                                 |
| --- | ---------------------------------- | ----------------------------- | ----- | ------------------------------------- |
| 118 | Partie de barbecue                 | High Steaks                   | 23/03 |                                       |
| 119 | Tom et Jerry dans l'espace         | Mouse into Space              | 13/04 |                                       |
| 120 | Tom s'envole                       | Landing Stripling             | 18/05 |                                       |
| 121 | Tom et Jerry au Paradis            | Calypso Cat                   | 22/06 |                                       |
| 122 | Tom et Jerry chasseurs de baleines | Dicky Moe                     | 20/07 |                                       |
| 123 | Le Kit du Parfait Combattant       | The Tom and Jerry Cartoon Kit | 10/08 |                                       |
| 124 | Tom et Jerry le hors-la-loi        | Tall in the Trap              | 14/09 |                                       |
| 125 | Tom et Jerry au Safari             | Sorry Safari                  | 12/10 | Dernière apparition de Clint Clobber. |
| 126 | Tom et Jerry copains clopant       | Buddies Thicker than Water    | 01/11 |                                       |
| 127 | Tom et Jerry jouent Carmen         | Carmen Get It!                | 21/12 | Dernière apparition des fourmis.      |

## ÈreChuck Jones/Sib Tower 12(1963-67)
Les trente-quatre cartoons suivants ont été produits par Chuck Jones à Hollywood, en Californie, et distribués par la Metro-Goldwyn-Mayer. Les précédents films ont été produits en collaboration avec Walter Bien de Sib Tower 12 Productions (un ou l'autre crédités sur les productions de 1963 et 1964), jusqu'à ce que les cartoons aient été produits par un nouveau département d'animation appelé MGM Animation/Visual Arts. Les (co-)réalisateurs sont crédités dans les écrans-titres.
Tous ces cartoons sont sortis en 2009 dans le DVD Tom et Jerry : La Collection Chuck Jones.

### 1963
| #   | Titre                           | Titre original   | Date  | Notes                                                 |
| --- | ------------------------------- | ---------------- | ----- | ----------------------------------------------------- |
| 128 | Tom et Jerry sur un gratte-ciel | Pent-House Mouse | 27/07 | Premier cartoon Tom et Jerry réalisé par Chuck Jones. |

### 1964
| #   | Titre                           | Titre original                    | Date  | Notes                         |
| --- | ------------------------------- | --------------------------------- | ----- | ----------------------------- |
| 129 | Tom et Jerry barbier de Séville | The Cat Above and the Mouse Below | 25/02 |                               |
| 130 | Jerry Spoutnik                  | Is There a Doctor in the Mouse?   | 24/03 | Co-réalisé par Maurice Noble. |
| 131 | La B.A. de Jerry                | Much Ado About Mousing            | 14/04 | Co-réalisé par Maurice Noble. |
| 132 | Jerry Boule de neige            | Snowbody Loves Me                 | 12/05 | Co-réalisé par Maurice Noble. |
| 133 | L'Irrésistible Jerry            | The Unshrinkable Jerry Mouse      | 08/12 | Co-réalisé par Maurice Noble. |

### 1965
| #   | Titre                    | Titre original                | Date  | Notes                                                                                            |
| --- | ------------------------ | ----------------------------- | ----- | ------------------------------------------------------------------------------------------------ |
| 134 | Tranches de vie          | Ah, Sweet Mouse-Story of Life | 20/01 | Co-réalisé par Maurice Noble.                                                                    |
| 135 | Tom atomique             | Tom-ic Energy                 | 27/01 | Co-réalisé par Maurice Noble.                                                                    |
| 136 | Journée noire pour chats | Bad Day at Cat Rock           | 10/02 | Co-réalisé par Maurice Noble. Premier cartoon avec la signature de Chuck Jones dans les crédits. |
| 137 | Offensive de charme      | The Brothers Carry-Mouse-Off  | 03/03 | Réalisé par Jim Pabian et Maurice Noble.                                                         |
| 138 | La Souris Hantée         | Haunted Mouse                 | 24/03 | Co-réalisé par Maurice Noble.                                                                    |
| 139 | Fou de Jerry             | I'm Just Wild about Jerry     | 07/04 | Co-réalisé par Maurice Noble.                                                                    |
| 140 | La Bonne Fée de Jerry    | Of Feline Bondage             | 19/05 | Co-réalisé par Maurice Noble. Sorti avec Signpost to Murder.                                     |
| 141 | L'Année de la Souris     | The Year of the Mouse         | 09/06 | Co-réalisé par Maurice Noble.                                                                    |
| 142 | Petit mais costaud !     | The Cat's Me-Ouch             | 22/12 | Co-réalisé par Maurice Noble.                                                                    |

### 1966
| #   | Titre                             | Titre original               | Date  | Notes |
| --- | --------------------------------- | ---------------------------- | ----- | --- |
| 143 | Duels                             | Duel Personality             | 20/01 | Co-réalisé par Maurice Noble. |
| 144 | Jerry, somnanbule                 | Jerry, Jerry, Quite Contrary | 17/02 | Co-réalisé par Maurice Noble. L'épisode est aussi disponible sur les compagnies aériennes Lufthansa et Swiss International Airlines. |
| 145 | Tom et Jerry au cirque            | Jerry-Go-Round               | 03/04 | Co-réalisé par Maurice Noble. |
| 146 | Un amour de souris                | Love Me, Love my Mouse       | 28/04 | Co-réalisé par Ben Washam. |
| 147 | Le cargo de fromage               | Puss 'n' Boats               | 05/05 | Réalisé par Abe Levitow. |
| 148 | Un poisson rouge bien appétissant | Filet Meow                   | 30/06 | Réalisé par Abe Levitow. Dernière apparition du poisson rouge.                                                                       |
| 149 | Tom & Jerry au cinéma             | Matinee Mouse                | 14/07 | William Hanna et Joseph Barbera sont crédités comme réalisateurs tandis que Tom Ray s'occupe de la supervision.                      |
| 150 | L'Abominable Tom des neiges       | The A-Tom-Inable Snowman     | 04/08 | Réalisé par Abe Levitow. |
| 151 | Jerry le caïd                     | Catty-Cornered               | 08/09 | Réalisé par Abe Levitow. |

### 1967
| #   | Titre                           | Titre original              | Date  | Notes |
| --- | ------------------------------- | --------------------------- | ----- | --- |
| 152 | Deux fois chat                  | Cat and Dupli-Cat           | 20/01 | Co-réalisé par Maurice Noble.                                                                                    |
| 153 | L'Odyssée de l'espace           | O-Solar-Meow                | 24/02 | Réalisé par Abe Levitow.                                                                                         |
| 154 | Tom et Jerry dans le Futur      | Guided Mouse-ille           | 10/03 | Réalisé par Abe Levitow.                                                                                         |
| 155 | Tapage nocturne                 | Rock 'n' Rodent             | 07/04 | Réalisé par Abe Levitow. Sorti avec The Karate Killers.                                                          |
| 156 | Mise en boîte                   | Cannery Rodent              | 14/04 | Co-réalisé par Maurice Noble.                                                                                    |
| 157 | La souris de la faim            | The Mouse from H.U.N.G.E.R. | 21/04 | Réalisé par Abe Levitow. Le titre original est une parodie de celui de Des agents très spéciaux.                 |
| 158 | Tom : surfeur                   | Surf-Bored Cat              | 05/05 | Réalisé par Abe Levitow.                                                                                         |
| 159 | La nouvelle souricière          | Shutter Bugged Cat          | 23/06 | William Hanna et Joseph Barbera sont crédités comme réalisateurs, tandis que Tom Ray s'occupe de la supervision. |
| 160 | Tom et Jerry au pays des robots | Advance and be Mechanized   | 25/08 | Réalisé par Ben Washam.                                                                                          |
| 161 | Le cauchemar                    | Purr-Chance to Dream        | 08/09 | Réalisé par Ben Washam. Dernier cartoon Tom et Jerry de la période Chuck Jones.                                  |

## CartoonHanna-Barbera Productions/Turner Entertainment(2001)
| #   | Titre                | Titre original  | Date  | Notes                                                                                            |
| --- | -------------------- | --------------- | ----- | ------------------------------------------------------------------------------------------------ |
| 162 | Un chat de confiance | The Mansion Cat | 06/04 | Seul cartoon à être produit pour la télévision. Contient des images de Tom et Jerry en vacances. |

## CartoonWarner Bros. Animation(2005)
| #   | Titre                      | Titre original   | Date  | Notes                                                     |
| --- | -------------------------- | ---------------- | ----- | --------------------------------------------------------- |
| 163 | Un Samouraï garde du corps | The Karate Guard | 27/09 | Dernier cartoon réalisé par Joseph Barbera avant sa mort. |

## SketchChildren in Need(2014)
| #   | Titre original                         | Date  | Notes                                                                                     |
| --- | -------------------------------------- | ----- | ----------------------------------------------------------------------------------------- |
| 164 | Tom and Jerry: A Fundraising Adventure | 14/11 | Sketch de deux minutes faisant partie du téléthon britannique Children in Need de la BBC. |